# Heinrich Pauli (Mediziner)
Heinrich Pauli, auch dänisch Paulli (* 1565 in Rostock; † 13. August 1610 in Nykøbing (Dänemark)) war ein deutscher Mediziner sowie Rektor der Universität Rostock.

## Leben
Heinrich Pauli war der Sohn des Rostocker Professors der Theologie und Superintendenten an der Jakobikirche Simon Pauli (des Älteren) und dessen zweiter Ehefrau Katharine Prenger, Tochter des aus Westfalen stammenden Rostocker Bürgers Heinrich Prenger. Er war ein Enkel des Schweriner Bürgermeisters Johann Pauli und Cousin des Dr. med. und Stadtphysikus (1603) Johann Pauli in Wismar.
Pauli absolvierte ab 1576 ein Medizinstudium an der Rostocker Universität. Im August 1594 wurde er dort an der Medizinischen Fakultät zum Dr. med. promoviert. Im selben Jahr wurde er zum rätlichen Professor der Medizin und an Wilhelm Laurembergs Stelle zum Stadtphysikus von Rostock ernannt. Daneben war er Rektor der Universität in den Jahren 1596 und 1602. 1604 folgte er der Berufung zum Leibarzt der verwitweten dänischen Königin Sophie (1557–1631), einer geborenen Prinzessin von Mecklenburg, und ging nach Nykøbing.
Heinrich Pauli war ab 1595 verheiratet mit Katharine Papke (1580–1650), der Tochter des Gewandschneiders Nikolaus Papke und der Gesa Schlorf. Der Ehe entstammte Simon Pauli (der Jüngere) (1603–1680), Mediziner und Professor an den Universitäten in Rostock und Kopenhagen.